# Bayerisches Haupt- und Landgestüt Schwaiganger

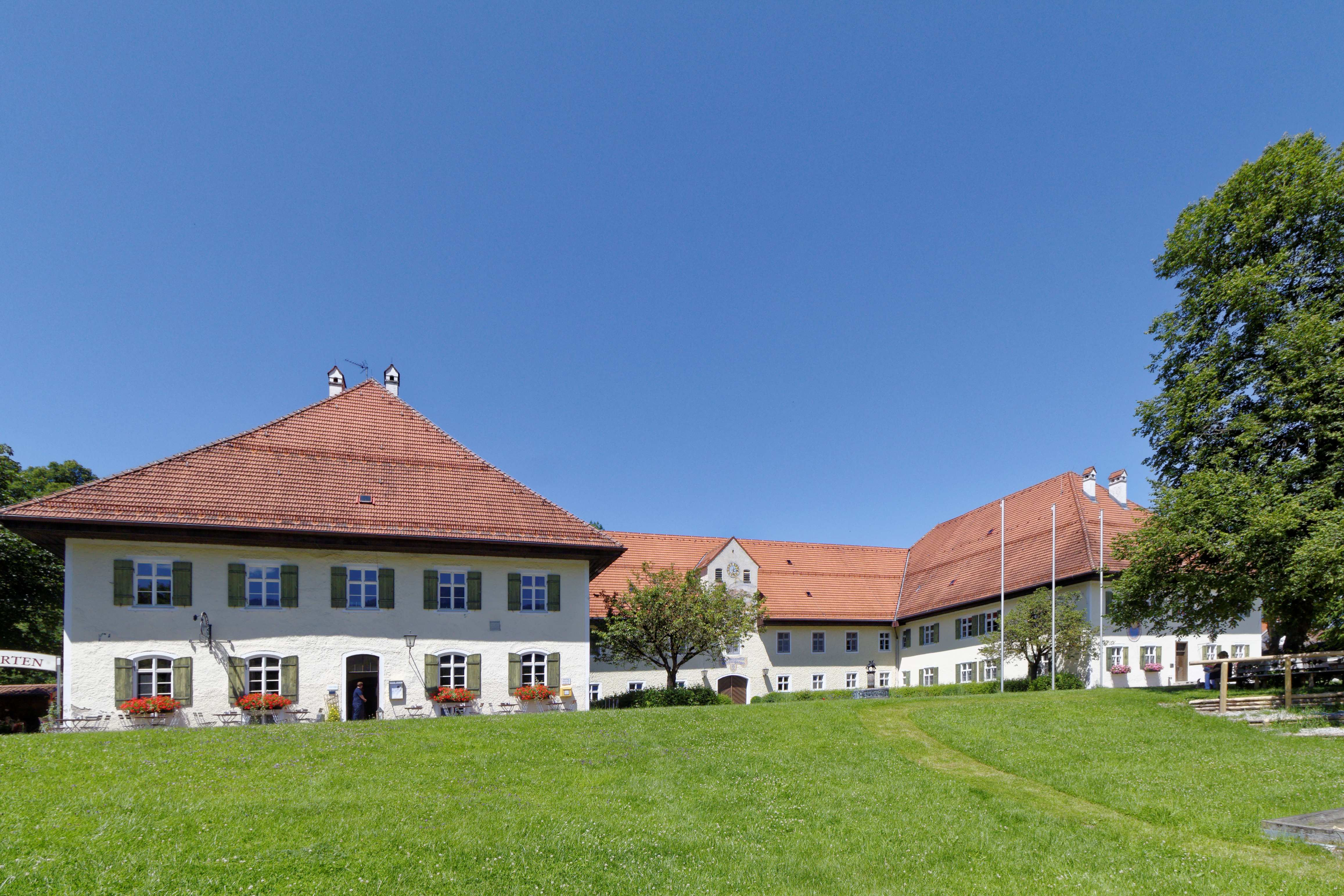
Haupthaus

Das Bayerische Haupt- und Landgestüt Schwaiganger ist ein Haupt- und Landgestüt des Freistaates Bayern. Es befindet sich auf der Gemarkung der Gemeinde Ohlstadt.
Das Gestüt bewirtschaftet 859 ha. Davon sind 400 ha Grünland und 312 ha Wald. Neben der Zucht des Warmblutpferdes, der Haflinger und des Süddeutschen Kaltblutpferdes werden hier Pferdewirte und Hofschmiede ausgebildet. Ebenfalls zum Gestüt gehört Guglhör bei Riegsee.

## Geschichte
Der Name des Schwaiganger leitet sich von Schwaige für Einzelnes Gehöft und Anger für Weide- oder Wiesenstück ab. Laut ersten urkundlicher Erwähnung gehörte es 955 einem Ungarn. Bis zur Übernahme durch die Wittelsbacher wechselten die Besitzer häufiger. Bereits in der ersten Landkarte um 1550 wird Angern mit einem Pferdekral gekennzeichnet.
Bis 1808 gehörte es zum Kabinettsgut. Zwischen 1780 und 1790 wurde Schwaiganger Maria Anna von Pfalz-Sulzbach als Witwensitz zugewiesen. 1809 wurde das Gut der Militärverwaltung zugeordnet. 1826 wurde das Gestüt aufgelöst und Schwaiganger als Fohlenhof verwendet. Von 1840 bis 1864 bestand ein Militärgestüt für die Warmblutzucht, welche danach in Achselschwang am Ammersee weiterbestand. Im Anschluss war es Remontendepot, also für die Ausbildung von Militärpferden zuständig. 1920 wurde hier ein Kaltblutgestüt errichtet. Nach dem Zweiten Weltkrieg wurde mit der Warmblutzucht begonnen. Als 1960 das Landesgestüt Landshut aufgelöst wurde, wurde Schwaiganger zum Bayerischen Landes- und Hauptgestüt. Zwischen 2004 und 2020 war es der Bayerischen Landesanstalt für Landwirtschaft zugeordnet. Seither gehört es zu den Bayerischen Staatsgütern.